# DAF YP-104
DAF YP-104 – holenderski opancerzony samochód rozpoznawczy z okresu po II wojnie światowej

## Historia konstrukcji
Pod koniec lat pięćdziesiątych holenderska firma DAF otrzymała zlecenie opracowania opancerzonego samochodu rozpoznawczego dla armii holenderskiej. Podstawą konstrukcji samochodu była lekka ciężarówka DAF YA-126 produkowana w firmie. Projekt pojazdu był gotowy na początku 1960 roku. 
Po zbudowaniu prototypu poddano go próbom w armii holenderskiej, w warunkach poligonowych. Na podstawie tych badań zbudowano następny prototyp, który miał być podstawą do produkcji seryjnej. Samochód ten miał być wyposażony w szybkostrzelne działko kal. 20 mm, zamontowane na pojeździe i osłonięte tarczą pancerną. Opancerzenie pojazdu było odporne tylko na odłamki i pociski broni strzeleckiej.
Pojazd ten miał znaleźć się na wyposażeniu pododdziałów rozpoznawczych, lecz dalsze próby wykazały, że nie spełnia wymagań dla tego typu pojazdu ze względu na słabe opancerzenie. W związku z tym ostatecznie zrezygnowano z tego pojazdu. Łącznie zbudowano zaledwie dwa pojazdy prototypowe.

## Życiorys
- Hans Heesakkers. The D.A.F. YP-104 Scoutcar. „Armored Car: The Wheeled Fighting Vehicle Journal”. 35, s. 1-3, czerwiec 1996. ISSN 1086-5977.